# Impatiens trichocladon
Impatiens trichocladon är en balsaminväxtart som beskrevs av Joseph Dalton Hooker. Impatiens trichocladon ingår i släktet balsaminer, och familjen balsaminväxter. Inga underarter finns listade i Catalogue of Life.